# Linia życia (film 1990)
Linia życia – amerykański horror SF z 1990 roku w reżyserii Joela Schumachera.

## Główne role
- Kiefer Sutherland – Nelson
- Julia Roberts – Dr Rachel Mannus
- Kevin Bacon – David Labraccio
- William Baldwin – Dr Joe Hurley
- Oliver Platt – Randy Steckle
- Kimberly Scott – Winnie Hicks
- Joshua Rudoy – Billy Mahoney
- Hope Davis – Anne Coldren

i inni

## Opis fabuły
Grupa studentów medycyny podejmuje wyzwanie - chcą sprawdzić czy istnieje życie po życiu. Każdy poddaje się zabiegom mającym doprowadzić do śmierci klinicznej. Po reanimacji prześladują ich koszmary z przeszłości - wyrzuty sumienia dawno popełnionych win.

## Nagrody i nominacje
Oscary za rok 1990
- Najlepszy montaż dźwięku – Charles L. Campbell, Richard C. Franklin (nominacja)